# Palopo
Palopo – miasto w Indonezji w prowincji Celebes Południowy, ośrodek administracyjny kabupatenu Luwu. 116,1 tys. mieszkańców (2010).